# Josephinisches Strafgesetz
Das Josephinische Strafgesetz (Allgemeines Gesetzbuch über Verbrechen und derselben Bestrafung, kurz: Josephina, Josefina oder StG 1787)  war ein von Joseph II. erlassenes Strafrecht für die Erbländer der Habsburger. Es war vom 13. Jänner 1787 bis 1803 in Kraft. Es bestand aus zwei getrennt durchnummerierten Teilen („Kriminal-Verbrechen“ und „politische Verbrechen“).

## Geschichte

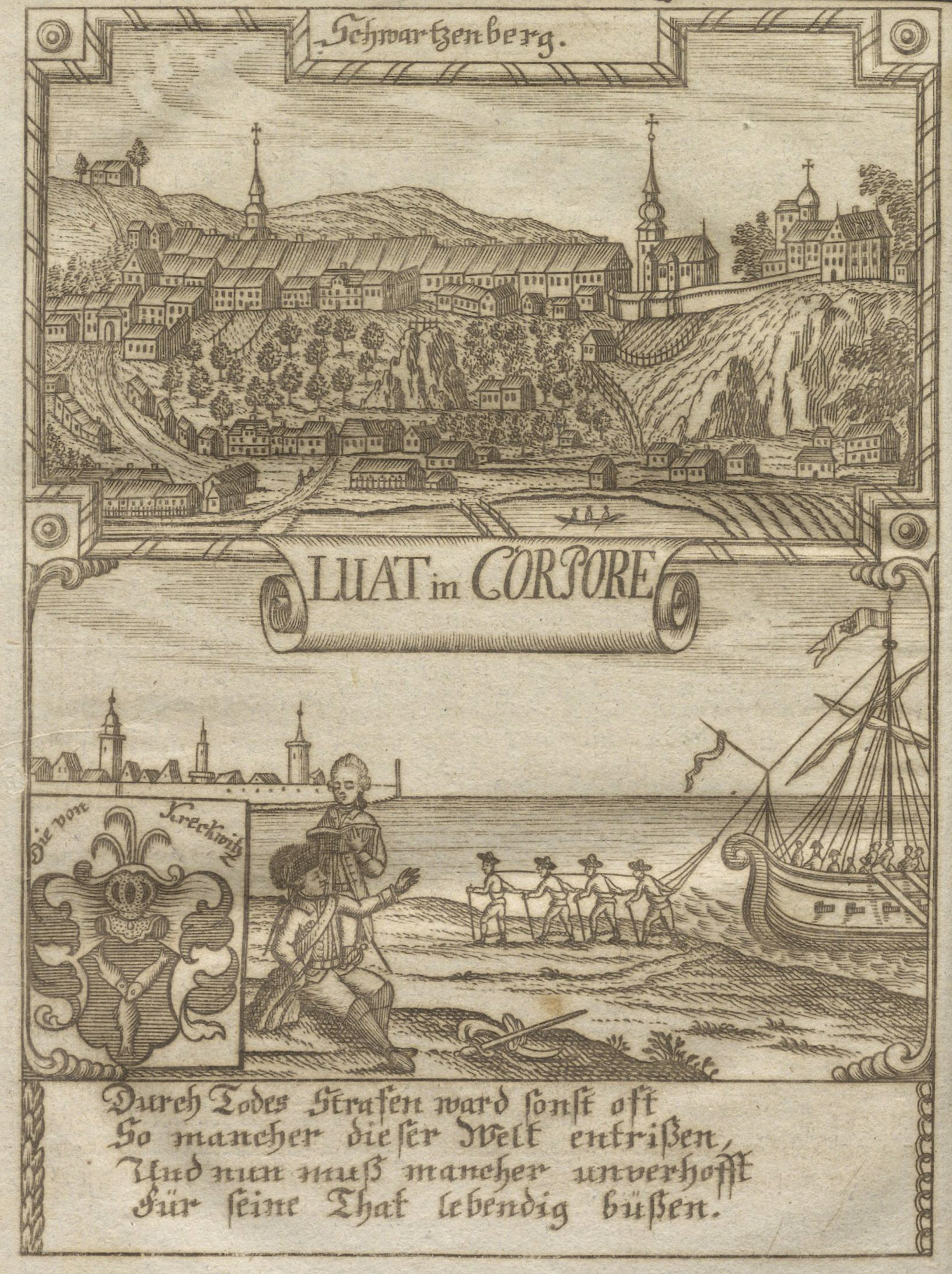
Illustration im Zittauischen Tage-Buch, November 1789. Der Zeitschriftenjahrgang war mit Illustrationen zum Lob Kaiser Joseph II. versehen. Begleittext: Durch Todes Strafen ward sonst oft / So mancher dieser Welt entrißen, / Und nun muß mancher unverhofft / Für seine That lebendig büßen.

Das Josephinische Strafgesetzbuch löste die Constitutio Criminalis Theresiana ab, welche zwar erstmals ein einheitliches Strafrecht brachte, aber schon bei Veröffentlichung den juristischen Entwicklungen hinterherhinkte. Das Verfahren wurde im darauffolgenden Jahr geregelt. Auf Befehl Joseph II. begannen die Vorarbeiten im Jahre 1781 und dauerten sechs Jahre. Mit der Ausarbeitung war die Kompilationshofkommission der Obersten Justizstelle befasst. Der erste Teil des Gesetzes war bereits 1783 fertiggestellt. Joseph von Sonnenfels hatte durch seine Lehrtätigkeit an der Universität Wien und seine Schüler, seine Veröffentlichungen und direkt durch seine Beziehungen zu den jeweiligen Herrschern großen Einfluss auf die Entstehung des Strafgesetzes. Über eine direkte Mitwirkung am zweiten Teil herrscht keine Klarheit, aber es ist gesichert, dass er den zweiten Teil des direkten Nachfolgers, des StG 1803, verfasst hat. Es wurde mit Patent vom 13. Jänner 1787 (JGS 611) verkündet als Allgemeines Gesetzbuch über Verbrechen und derselben Bestrafung und trat am selben Tage in Kraft. In der Wiener Zeitung wurde am 7. Februar 1787 das Kundmachungspatent veröffentlicht.
Erstmals war das komplette Strafrecht nicht mehr in einer einzigen Halsgerichtsordnung geregelt, sondern aufgeteilt auf dieses Gesetz, auf die im Jahr darauf folgende Allgemeine Kriminalgerichtsordnung, welche das Verfahren regelte (Inquisitionsprinzip), und auf die Vorschrift über das Kriminalverfahren. Dies lag einerseits an der unterschiedlichen Dauer in der Vorbereitung und in der Wichtigkeit, die den einzelnen Teilen beigemessen wurde. Rechtsdogmatische Überlegungen dürften keine Rolle gespielt haben. Aber wahrscheinlich hatte auch das neue Kriminalgesetz des Großherzogtums Toskana, welches am 30. November 1786 erlassen wurde, einen Einfluss auf den Veröffentlichungszeitpunkt des Strafgesetzes. Mit diesem war der Toskanische Großherzog Leopold I. (der spätere Kaiser Leopold II.) bei der formellen Abschaffung der Todesstrafe seinem Bruder um wenig mehr als einen Monat voraus.
Bald nach Regierungsantritt Leopold II. 1790 setzte er eine Reformkommission ein. Die eingeleitete Gesamtreform ging durch seinen frühen Tod im Februar 1792 und unter dem Eindruck der im Gefolge der Französischen Revolution entstandenen außen- wie innenpolitischen Bedrohung des Staates nicht in die ursprünglich eingeschlagene Richtung.
Im Juli 1792 wurden die „Wiener Jakobiner“ gefangengesetzt, welche angeblich eine Verschwörung geplant hatten. Es war eher ein demokratischer Zirkel von Anhängern der josephinischen Reformen, eine Opposition gegen die Politik des Stillstands und wollte den reformfeindlichen Adel einschüchtern. Im Ordentlichen Verfahren war aber die Todesstrafe abgeschafft, und so konnte nur der Platzoberleutnant Franz Hebenstreit durch ein Kriegsgericht zum Tode verurteilt und am 8. Jänner 1795 hingerichtet werden. Franz II. hatte zwar mit dem „Kriminalpatent“ am 2. Jänner 1795 die Todesstrafe für Hochverrat wiedereingeführt, jedoch traten die Juristen mutig dagegen ein, sie rückwirkend und noch auf Zivilisten anzuwenden. Andreas von Riedel wurde zu sechzig Jahren verurteilt und bei einer Amnestie 1802 explizit ausgenommen. Gegen die übrigen Personen wurden ähnliche Strafen verhängt.
Beim nachfolgenden Strafgesetz von 1803 war die Todesstrafe für weitere bestimmte schwere Verbrechen wieder im ordentlichen Verfahren vorgesehen.

## Eigenheiten
Das Werk war zwar kein revolutionäres, aber ein zukunftsweisendes, fortschrittliches. Die plakativste Verbesserung war, dass damit erstmals in den Habsburgischen Erblanden die Todesstrafe im ordentlichen Strafverfahren abgeschafft wurde und nur mehr im Standrecht (§ 20) vorgesehen war. Später, im Jahre 1803 wurde sie für wenige bestimmte Delikte wieder eingeführt. Auch die Verstümmelungsstrafen fanden ihr Ende. Bei Joseph II. gab es stattdessen Gefängnis mit öffentlicher, schwerer, der Allgemeinheit dienenden Arbeit wie Schiffziehen als Strafe, die jedoch letztlich mehrheitlich einer in die Länge gezogenen Todesstrafe gleichkamen. Im Vordergrund stand bei diesen Überlegungen was dem Staat mehr nützt und dass solche Strafen weitaus abschreckender als der Tod seien.
Unmenschliche Härten bei der Bestrafung aus der Vorgängerzeit wie lange Gefängnisstrafen, körperliche Züchtigung, öffentlicher Pranger, Anschmiedung blieben aber erhalten, wenn auch manche gegenüber weiblichen Häftlingen eingeschränkt wurden. Die Freiheitsstrafen waren in die drei Gruppen zeitliche Strafen (ein Monat bis acht Jahre), anhaltende Strafen (acht bis fünfzehn Jahre) und langwierige Strafen (fünfzehn bis hundert Jahre) eingeteilt. Innerhalb dieser Gruppen wurde nach Graden eingeteilt. Eine zeitliche Strafe im ersten Grad bedeutete nicht weniger als einen Monat, aber auch nicht mehr als fünf Jahre. Bei langwieriger Strafe im zweiten Grad (30–100 Jahre) konnte auch noch eine öffentliche Brandmarkung verfügt werden.
Erstmals verwirklicht wurde das Legalitätsprinzip und stand unter der erst später von Anselm von Feuerbach 1801 formulierten Maxime Nullum crimen sine lege, nulla poena sine lege („Kein Verbrechen, keine Strafe ohne Gesetz“).

„Nicht jede gesetzwidrige Handlung ist ein Criminal-Verbrechen, oder sogenanntes Halsverbrechen; und sind als Criminal-Verbrechen nur diejenigen gesetzwidrigen Handlungen anzusehen und zu behandeln, welche durch gegenwärtiges Strafgesetz als solche erklärte werden.“

Dies galt analog auch für politische Verbrechen und ist als entscheidender Schritt hin zu mehr Rechtsstaatlichkeit zu werten. Auch alle Vorrechte des Adels sind verschwunden, er wird nicht einmal erwähnt. Es galt als adelsfeindlich und in der Praxis wirkte es sich doch wieder aus.
Das Gesetz unterschied zwischen kriminal- und politischen Verbrechen und war dafür in zwei Teile geteilt, wobei die in der Kundmachung angekündigte „anständige Gränzlinie“ aus heutiger Sicht nicht eingehalten wurde. Strafbare Handlungen gegen Ehe und Familie, so wie jene gegen die Sittlichkeit waren ziemlich verstreut geregelt. Für Kriminalverbrechen waren die Kriminalgerichte zuständig. Für politische Verbrechen die politischen Behörden (Verwaltungsbehörden). So sind im zweiten Teil vor allem jene Vergehen zu finden, bei denen die Schuld des Täters als geringer eingestuft wurde.
Für ein Kriminalverbrechen musste ein böser Vorsatz vorhanden sein. Es gab auch sechs Entschuldigungsgründe: Geistesschwäche, vorübergehende Sinnenverwirrung, zufällige Berauschung oder sonstige Sinnenverwirrung, Kindesalter (vor Vollendung des 12. Lebensjahres), unwiderstehlicher Zwang und Irrtum. Die Regelung der Zurechnungs- und Schuldunfähigkeit lag in der Zuständigkeit der Medizin. Es war auch allein die Schuld des Täters maßgeblich und nicht die Beschaffenheit des Opfers. Somit waren Verbrechen an „Unsinnigen“, Kindern, Schlafenden, Verbrechern und solchen möglich, die ihre Schädigung selbst verlangten. Auch Suizid war nach I. §§ 123 ff. strafbar und wer vor dem Tod keine Reue zeigte oder verwirrt war, bekam kein ordentliches Begräbnis. Hat er vor seinem Tod bereut, so bekam er ein ordentliches Grab, musste aber ohne Begleitung beigesetzt werden. Überlebte er die Tat, so wurde für unbestimmte Zeit ins Gefängnis gebracht, weitere Versuche unmöglich gemacht und erst wieder freigelassen wenn er verstanden hat, dass die Selbsterhaltung seine Pflicht ist und Besserung zu erwarten ist. Zur Ahndung von Vergewaltigung war keine geschlechtliche Unbescholtenheit mehr nötig und auch die Beihilfe war strafbar.
Duelle (I, §§ 105 ff.) wurden von Joseph II. nicht als Ehrensache, sondern als Racheakt betrachtet. Bereits das „Sichstellen zum Streit“ galt als Verbrechen und wenn der Herausgeforderte starb, wurde es als gemeinsamer Mord geahndet. Auch die Sekundanten und alle anderen die zur Verwirklichung beigetragen haben oder gar jemanden gedroht haben, wenn er es ablehnt, wurden bestraft. Aber man wurde der Duelle nicht Herr. In josephinischer Zeit und kurz danach wurden die Beteiligten noch meist zur Verantwortung gezogen. Danach nahmen sie wieder zu. Aus nachjosephinischer Zeit sind nur mehr zwei Verfahren aktenkundig und die weiteren Register bis 1850 enthalten kein einziges Verfahren. Das Strafrecht wurde einfach nicht mehr angewendet.
Gegenüber der Theresiana sind die Religionsdelikte bescheiden ausgefallen und Zauberei wird nicht mehr erwähnt. Gotteslästerer waren ins Irrenhaus einzuliefern, bis man sich einer Besserung sicher war. Diese waren allerdings damals wenig anders organisiert als Gefängnisse und die Insassen mehr verwahrt als gepflegt. Modern war der Strafbestand der Störung des Gottesdienstes der herrschenden (römisch-katholisch) oder einer nach den Toleranzpatenten geduldeten Religion.

## Mögliche Strafen

### I. Teil: Kriminal-Verbrechen
Die Bestrafung erfolgt durch ein Kriminal-Gericht. Zur Bestrafung durften nur mehr die im Gesetz angegebenen Strafen und keine etwa existierenden örtlichen Vorschriften angewendet werden oder selbst Strafen erdacht werden (I. §§ 12, 19). Auch war der Richter im Strafrahmen ausdrücklich auf die im Gesetz festgelegten Möglichkeiten beschränkt, erschwerende Gründe wie Boshaftigkeit oder erleichternde wie etwa Jugend waren jedoch zu berücksichtigen. (I. § 13–14).
| Strafe                                           | Beschreibung |
| ------------------------------------------------ | --- |
| Anschmiedung                                     | (kann je nach Beschaffenheit des Täters verschärft werden) schweres Gefängnis (hartes oder schwerstes), eng angekettet, so dass nur die unbedingt notwendige Beweglichkeit gegeben ist, alle Jahre öffentliche Züchtigung, Ungültigkeit jeden Testaments für die Dauer der Strafe, welches nach der Verhaftung verfügt wurde |
| Gefängnis mit öffentlicher Arbeit                | (kann nach Beschaffenheit des Täters verschärft werden) |
| Gefängnis allein                                 | (kann nach Beschaffenheit des Täters verschärft werden) |
| öffentliche Stock-, Karbatsch- und Rutenstreiche | entweder für sich allein, oder als Verschärfung, Anzahl und Wiederholungen sind je nach Beschaffenheit des Verbrechers im Ermessen des Richters, jedoch maximal 100 Streiche auf einmal |
| Ausstellung auf der Schandbühne                  | an einem geräumigen öffentlichen Ort an drei aufeinanderfolgenden Tagen jeweils eine Stunde in Eisen geschlossen und bewacht und mit einer um die Brust gehängten Tafel, worauf das Verbrechen beschrieben ist |

| Bezeichnung                 | Dauer                | Zusatz |
| --------------------------- | -------------------- | --- |
| langwierig im zweiten Grade | 30 Jahre – 100 Jahre | zusätzlich öffentliche Brandmarkung mit dem Zeichen des Galgens auf beiden Wangen möglich (→ „geheime Brandmarkung“ als Strafverschärfung) |
| langwierig im ersten Grade  | 15 Jahre – 30 Jahre  | |
| anhaltend im zweiten Grade  | 12 Jahre – 15 Jahre  | |
| anhaltend im ersten Grade   | 8 Jahre – 12 Jahre   | |
| zeitlich im zweiten Grade   | 5 Jahre – 8 Jahre    | |
| zeitlich im ersten Grade    | 1 Monat – 5 Jahre    | |

| Bezeichnung          | Beschreibung |
| -------------------- | --- |
| schwerstes Gefängnis | Ring um die Körpermitte, damit Befestigung am jeweils angewiesenen Ort, zusätzlich können im Bedarfsfall schwere Eisen angelegt werden. Liegestatt nur aus Brettern, als Nahrung nur Wasser und Brot. Jede Zusammenkunft oder Unterredung mit Fremden, Angehörigen oder Bekannten sind untersagt                                                                               |
| hartes Gefängnis     | wie schwerstes Gefängnis außer: nur minder schwere Eisen, zwei Tage in der Woche ein halbes Pfund Fleisch zusätzlich |
| gelinderes Gefängnis | leichtere Eisen, aber doch so, dass sie nur mit List oder Gewalt zu entfernen sind, besseres Essen, zum Trinken aber auch nur Wasser. Zusammenkünfte und Unterredungen mit Bekannten oder Verwandten nach vorheriger Anmeldung. Je nach Umständen kann auch diese Strafe zeitweilig für einige Tage in der Woche verschärft werden durch fasten mit alleinig einem Pfund Brot. |

| Bezeichnung                             | Beschreibung |
| --------------------------------------- | --- |
| öffentliche Kundmachung des Verbrechens | (nur wenn im Gesetz ausdrücklich angemerkt) Dies geschieht durch Kundmachung, nach jeweils landesgültiger Verordnung, des Namens, einer erkennbaren Beschreibung, dem begangenen Verbrechen und dem zuerkannten Strafurteil |
| Einziehung des Vermögens                | (nur wenn im Gesetz ausdrücklich angemerkt) |
| Verlust des Adels                       | |
| geheime Brandmarkung                    | (Nur für fremde Verbrecher, welche außer Landes verwiesen werden.) Das Zeichen des Galgens an der linken Seite des hohlen Leibes. (→ „öffentliche Brandmarkung“ beim Strafrahmen „langwierig im zweiten Grade“)             |

| Beschreibung |
| --- |
| Verlust des Fruchtgenusses seines Vermögens ab Urteilsverkündung bis zum Ende der Strafe. Was nicht als standesgemäßer Unterhalt für seine Frau und Kinder gebraucht wird, fließt in den Kriminal-Fonds und ist lediglich zur Unterhaltung der Arrestanten und der Frohnfesten zu verwenden. |
| Bei Tod während der Strafzeit fällt die Erbschaft immer nur an die gesetzlich festgelegten Erben, egal ob ein Testament vorhanden ist und zu welcher Zeit es verfasst wurde. |
| Im Urteil ist bei Adeligen zu vermerken, dass sie alle nach Landesvorschrift geltenden Vorzüge verlieren. Dies erstreckt sich aber nicht auf seine Ehegattin und die vor dem Urteil gezeugten Kinder.                                                                                        |

### II. Teil: Politische Verbrechen
Die Bestrafung wird von der politischen Behörde verhängt (II. § 6). Bei gleichzeitigem Kriminal-Verbrechen ist jenes Gericht zuständig und eine Verschärfung der Strafe vorzunehmen (II. § 7). Auch hier ist man an den jeweils vorgegebenen Strafrahmen gebunden, hat aber je nach den Umständen Ermessensspielraum (II. § 8). Die Strafe ist alleinig auf den Täter anzuwenden entbindet ihn und seine Erben nicht von einer Wiedergutmachung gegenüber dem Opfer (II. § 9)
| Bezeichnung                           | Beschreibung |
| ------------------------------------- | --- |
| Züchtigung mit Schlägen               | alleine oder als Verschärfung, immer öffentlich, auf einer Bank liegend, nur auf das Gesäß und nicht auf den Rücken oder die Schenkel, beim Mann auf einmal nicht mehr als 50 Haselnuss-Stockstreiche, bei der Frau auf einmal nicht mehr als 30 Karbatschstreiche mit dem Ochsenziemer oder mit Ruten |
| Ausstellung auf der Schandbühne       | ein bis drei Mal eine Stunde lang um die Mittagszeit, an einem öffentlichen Ort mit Platz für die Menge auf einer erhöhten Bühne, mit entblößtem Haupt, mit einer Tafel um den Hals, in Eisen geschlossen und bewacht                                                                                  |
| Arrest                                | siehe unten |
| öffentliche Arbeit in Eisen           | |
| Abschaffung aus einem bestimmten Orte | kann sich nur auf einen einzigen Ort erstrecken; eine Verbannung aus dem Geburtsort oder aus einem Ort wo sich der Täter mindestens 10 Jahre lang aufgehalten hat, kann nur bei Sodomie und gleichgeschlechtlicher Unzucht (II. § 71) oder Kuppelei (II. § 73) erfolgen                                |

| Bezeichnung                                            | Beschreibung |
| ------------------------------------------------------ | --- |
| strenger Arrest                                        | Eisen an den Füßen, nur Bretter als Liegestatt, Besuche nur unter Aufsicht, zum Trinken nur Wasser, angemessene Arbeit |
| gelinder Arrest                                        | keine Eisen, wenn er das Essen aus eigener Kraft oder mit Unterstützung von Verwandten oder Freunden beschaffen kann, bleibt ihm die Beschäftigung selbst überlassen, Bettgewand und Strohsäcke bleiben verboten; bei Adeligen, bekleiden eines Öffentlichen Amtes oder bei einem Gewerbsmann mit sonst untadeligen Ruf kann die Strafe in Hausarrest umgewandelt werden; entweder mit einfachem Versprechen oder Wache vor dem Haus; hält er sich nicht daran muss er für die ganze Zeit in den Arrest |
| Verschärfung durch Fasten bei Wasser und Brot möglich. | |

| Bezeichnung | Dauer            |  |
| --- | ---------------- |  |
| zeitlich | 1 Tag – 1 Monat  |  |
| anhaltend | 1 Monat – 1 Jahr |  |
| Wenn jemand ein Amt bekleidet oder bei längerer Haft seine Nahrungsgrundlage verliert ist Strenge mehr durch Verschärfung, als durch Dauer zu erreichen. |                  |  |

## Einteilung
Die Kapitelüberschriften sind in historischer Originalschreibweise gehalten. 
- Erster Theil. Von Criminal-Verbrechen und Criminal-Strafen.
  - Erstes Kapitel. Von Criminal-Verbrechen überhaupt. (§§ 1–9)
  - Zweytes Kapitel. Von Criminal-Strafen überhaupt. (§§ 10–39)
  - Drittes Kapitel. Von Verbrechen, die auf den Landesfürsten und den Staat unmittelbare Beziehung haben. (§§ 40–88)
  - Viertes Kapitel. Von Verbrechen, die auf das menschliche Leben und die körperliche Sicherheit unmittelbare Beziehung haben. (§§ 89–125)
  - Fünftes Kapitel. Von den Criminal-Verbrechen, welche auf die Ehre und die Freyheit unmittelbare Beziehung haben. (§§ 126–147)
  - Sechstes Kapitel. Von Criminal-Verbrechen, welche auf Vermögen und Rechte Beziehung haben. (§§ 148–177)
  - Siebentes Kapitel. Von Erlöschung der Verbrechen und Strafen. (§§ 178–184)
- Zweyter Teil. Von politischen Verbrechen und politischen Strafen.
  - Erstes Kapitel. Von den politischen Verbrechen überhaupt. (§§ 1–5)
  - Zweytes Kapitel. Von den politischen Strafen überhaupt. (§§ 6–18)
  - Drittes Kapitel. Von den politischen verbrechen, die dem leben oder der Gesundheit der Mitbürger Gefahr oder Schaden bringen. (§§ 19–28)
  - Viertes Kapitel. Von den politischen Verbrechen, wodurch das Vermögen oder die Rechte der Mitbürger gekränket werden. (§§ 29–60)
  - Fünftes Kapitel. Von den Verbrechen, die zum Verderbnisse der Sitten führen. (§§ 61–82)